# ヌールッディーン
ヌールッディーン・マフムード（アラビア語: الملك العادل نور الدين ابو القاسم بن زنكي、Nūr al-Dīn Maḥmūd b. Senkī、1118年 - 1174年5月15日）は、シリア等を支配したセルジューク朝系のアタベク政権であるザンギー朝の第2代君主（在位：1146年 - 1174年5月15日）。アタベク・イマードゥッディーン・ザンギーの子で十字軍国家やエジプト（ファーティマ朝）、ダマスクス（ブーリー朝）と戦い領土を広げ、イスラム勢力の統一を計った。ヌレディンまたはヌール・アッディーンと表記されることが多い。十字軍側の史料では「Noradinus」などと称されていた。名前の語義は「宗教/信仰の光」を意味する。

## 生涯
1146年、父のサンギーが暗殺された後、その所領を兄サイフッディーンと分割し、西半分のシリアを得てアレッポの太守となった。イスラム勢力の結集を計り、アルトゥク朝系諸政権やブーリー朝と同盟を結んで、アンティオキア公国や所領奪回を目指すエデッサ伯を始めとする十字軍と戦った。ブーリー朝との同盟の際にはブーリー朝のウヌルの娘、イスマトゥッディーン・アーミナがヌールッディーンに嫁いでいる。
1148年に第2回十字軍が襲来したが、彼らはエルサレム王国と親しかったダマスカスを攻め（ダマスカス包囲戦）、ヌールッディーンとダマスカスを接近させてしまった。
第2回十字軍が成果を挙げず撤退した後、アンティオキア公国の所領の大部分を奪い、イナブの戦いでアンティオキア公レイモンを捕らえて処刑した。その後、エデッサ伯も捕らえられ、ヌールッディーンの支配は安定した。1154年にはダマスカスもザンギー朝の支配下に入り、シリアの大部分を支配下におさめた。1164年ごろまで、十字軍勢力と戦う傍ら、東ローマ帝国のマヌエル1世と同盟し、ルーム・セルジューク朝のスルタンと争った。
アナトリアのルーム・セルジューク朝とは対立することが多く、1173年にはクルチ・アルスラーン2世の領地の宗主権を認めるカリフからの証書を彼の宰相が持ち帰っている。クルチ・アルスラーンが東方進出を図るようになると、当時スィヴァス、マラシュ、マラティヤなどの東アナトリア一帯を領有していたセルジューク系アミールの家系であるダニシュメンド朝を巡って争った。
1173年にクルチ・アルスラーンがマラティヤへ侵攻すると、ヌールッディーンはマラティヤの領主であったダーニシュマンド家のズンヌーンを後援して軍を派遣。タウロス山脈でルーム・セルジューク朝軍の退路を断ってこれを包囲した。クルチ・アルスラーンはヌールッディーンが提示した講和条約を結ばざるをえず、ルーム・セルジューク軍は捕虜となってタウロス以西まで退却させることとなった。ヌールッディーンは没時までマラティヤに自軍を駐留させ、ワズィールを派遣してこの地域の監督と防衛にあたらせた。
エジプトのファーティマ朝がエルサレム王国の攻撃を受け、支援を求めてくると、彼のクルド人将軍シール・クーフ（その甥がサラディン）をエジプトに派遣した。1169年にはサラディンがエジプトの宰相になり、これを完全に支配下に置いた。しかし、サラディンは事実上自立し、1171年、1173年のヌールッディーンの十字軍領攻撃にも参加せず、却ってエルサレム王国が両勢力の緩衝地帯として存続することを望んだ。1174年にヌールッディーンはエジプト遠征の準備をしていたが、5月に熱病（一説によると扁桃の化膿）にかかり死亡した。彼の息子が後を継いだが、1185年にサラディンのエジプト政権（アイユーブ朝）に併合された。

## 人物・業績・評価

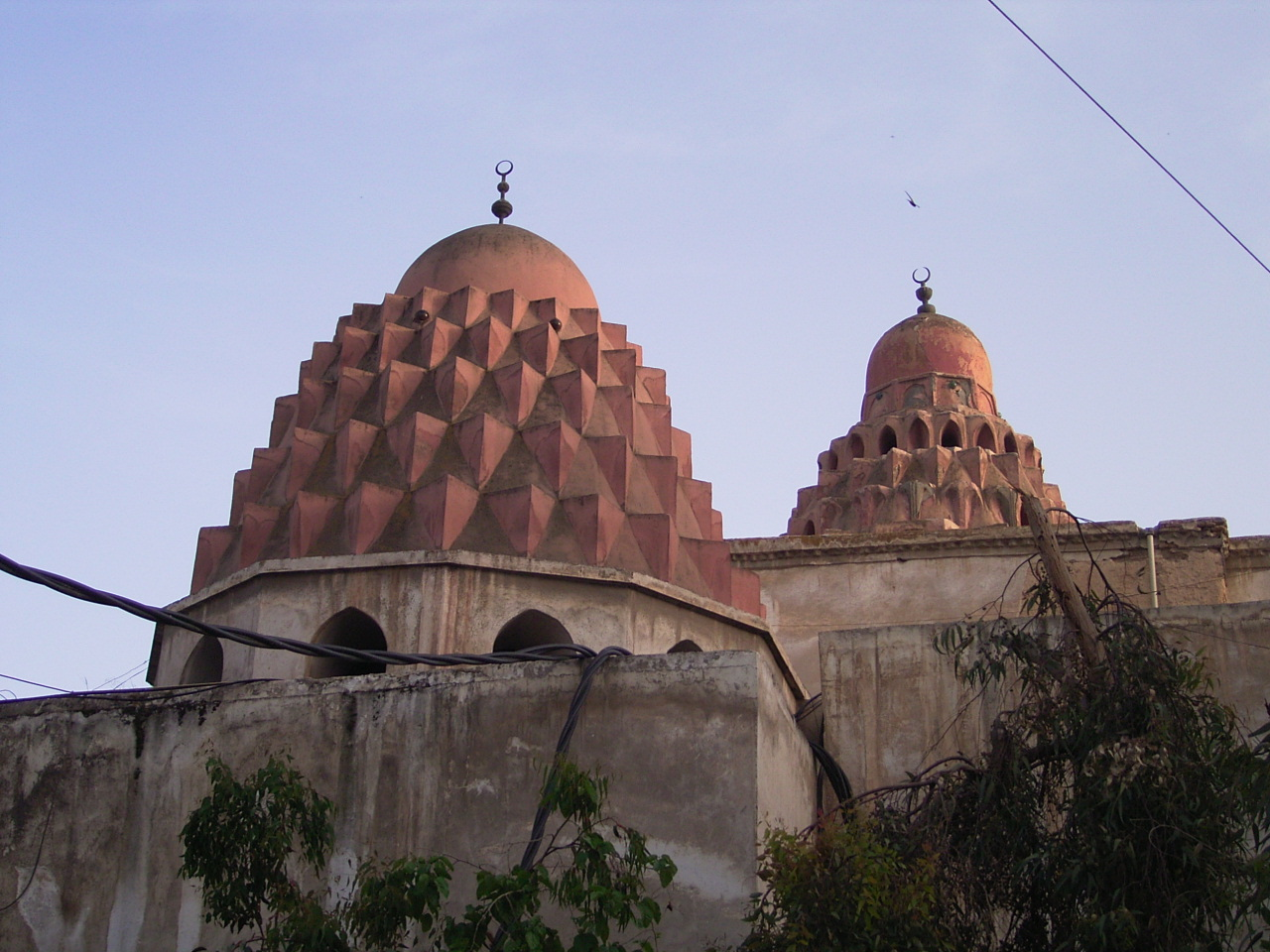
ヌールッディーンの建築したマドラサ

エルサレム攻略や第3回十字軍との戦いにより、イスラムの英雄としてサラディンが有名だが、その基盤はヌールッディーンが作ったといって良い。容姿端麗かつ勇敢な戦士で、戦場では弓と矢筒を二組身につけ、率先して前線で戦ったと伝えられている。またアレッポ、ダマスクスなどのヌーリーヤ学院（al-Madrasa al-Nūrīya）は彼の創設したもので、セルジューク朝のニザーミーヤ学院と並びシリア一帯におけるハナフィー法学派などのスンナ派教学の振興に大いに貢献した。
モスルの光のモスクもヌールッディーンの命による建築であると伝えられる。